# Twin Oaks (Oklahoma)
Twin Oaks – jednostka osadnicza w Stanach Zjednoczonych, w stanie Oklahoma, w hrabstwie Delaware.